# Rosen Tantau

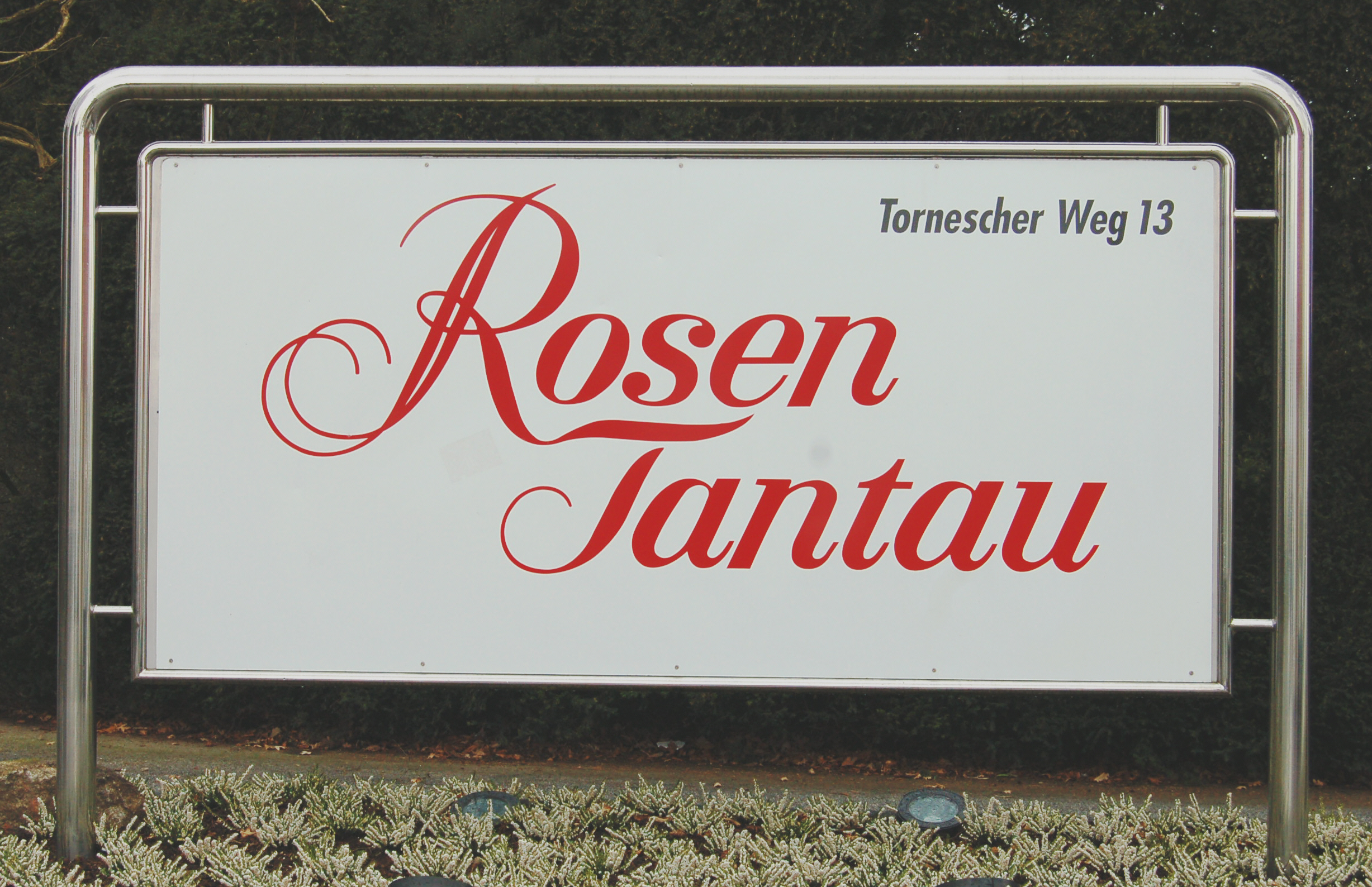
Das Firmenschild der Firma in Uetersen.

Rosen Tantau ist ein auf Rosenzüchtung spezialisiertes Familienunternehmen in Uetersen, Schleswig-Holstein. Es gehört zu den bedeutendsten Rosenzuchtbetrieben weltweit und hat eine große Zahl von bekannten Rosensorten hervorgebracht. Das Unternehmen hat rund 90 Angestellte und besitzt 50 Verkaufsagenturen weltweit. Rosen Tantau züchtet sowohl Gartenrosen für Privatgärten, den Landschaftsbau und Kommunen als auch Schnittrosen für die weltweite kommerzielle Produktion. Zusammen mit W. Kordes’ Söhne beherrscht das Unternehmen über 50 Prozent des Weltmarktes für Schnittrosen. Mit der Black Magic brachte Rosen Tantau die erfolgreichste Rosensorte aller Zeiten auf den Markt. Zudem ist die Schnittrose Freedom aus dem Hause Rosen Tantau die meistverkaufte rote Rose der Welt.

## Geschichte

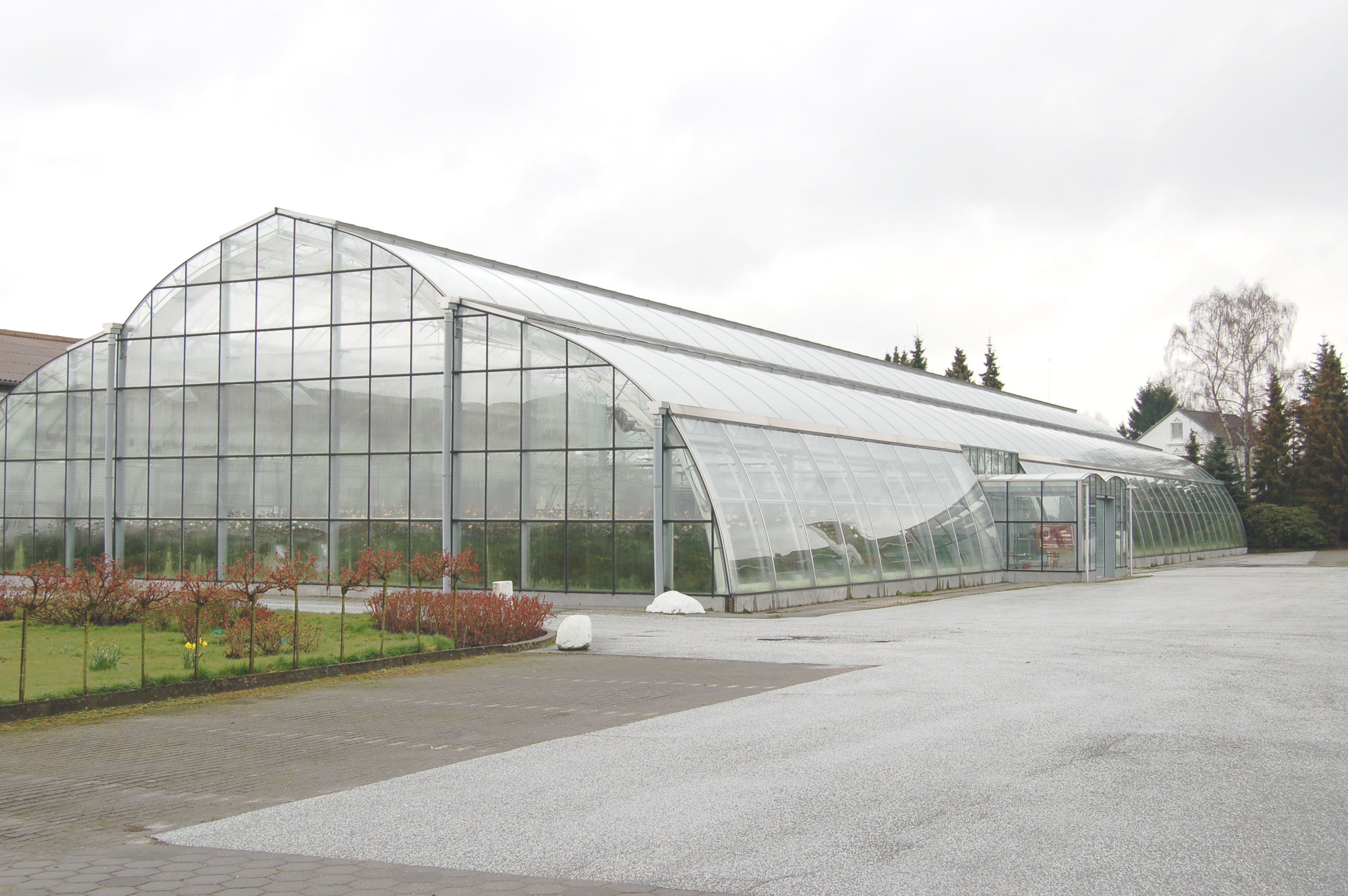
Eins der modernen Gewächshäuser auf dem Firmengelände.

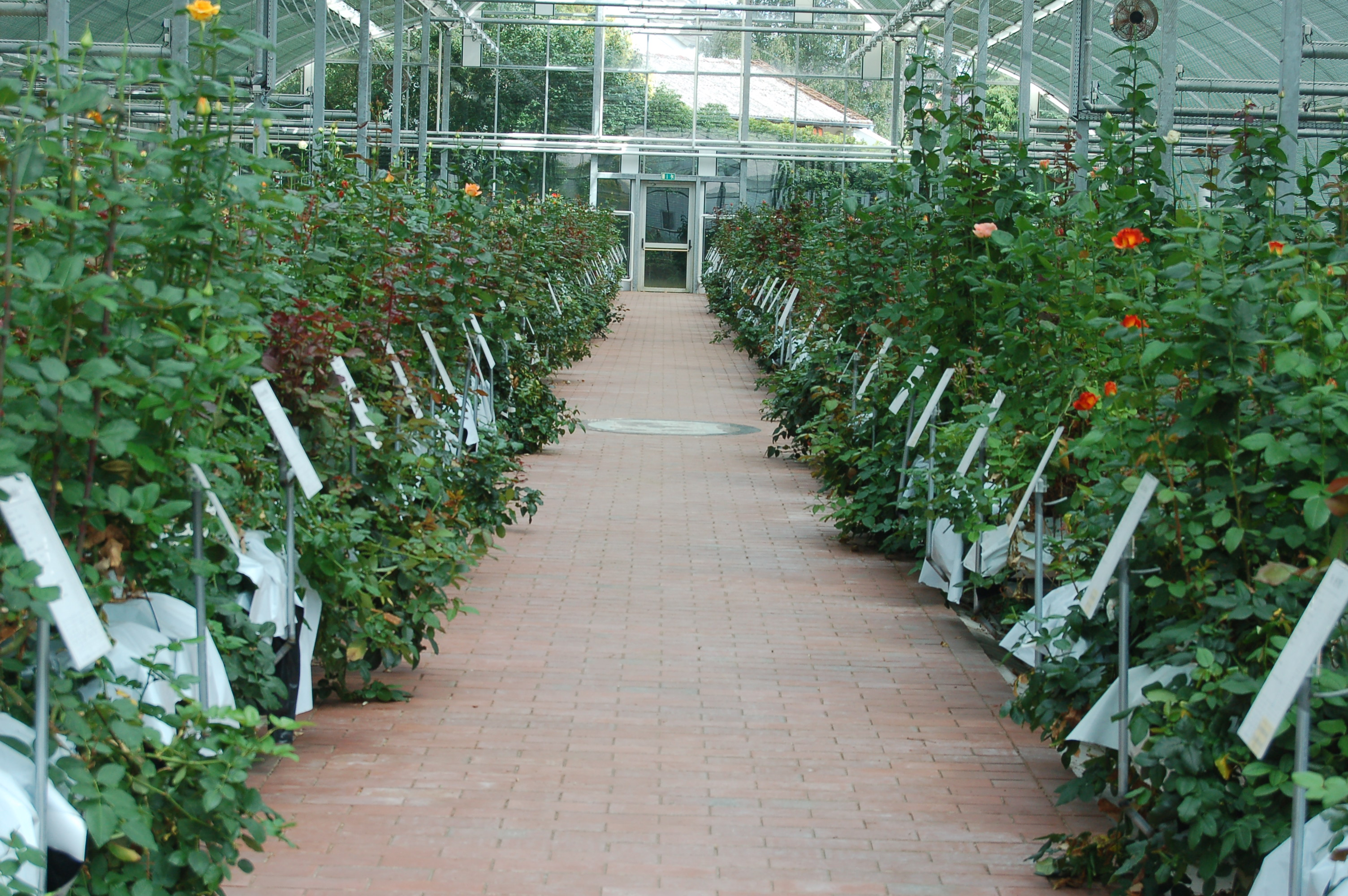
Blick in eins der Gewächshäuser.

Das Unternehmen wurde 1906 durch Mathias Tantau (1882–1953) in Uetersen gegründet. Dieser begann mit dem Anbau von Gartenrosen, Rosenhochstämmen und Rosenunterlagen. Durch gute Vermarktung stieg bis 1914 die Anzahl der jährlich produzierten Rosenpflanzen auf über 250.000 an und die der Rosenwildlinge auf über 3 Millionen, dazu kamen noch einige tausend Hochstammrosen. Während des Ersten Weltkriegs kam es zu großen Umsatzeinbußen und Mathias Tantau begann danach mit der Züchtung neuer Rosensorten. 1919 stellte er dann seine ersten beiden neuen Rosensorten vor. Daraufhin folgten noch etwa 20 neue Sorten, von denen die Rose Schweizer Gruß die wohl bekannteste war.
Am 10. August 1925 zerstörte eine Windhose den kompletten Betrieb, bis zu enteneiergroße Hagelkörnen verwüsteten innerhalb von Minuten das gesamte Gelände. Der Betrieb konnte nur unter großen Anstrengungen wieder aufgebaut werden.
In den 1930er Jahren erlangte das Unternehmen von Mathias Tantau den Rang eines bedeutenden Rosenzuchtbetriebes. Mathias Tantau war ein innovativer Züchter mit dem Schwerpunkt auf Floribunda-Rosen. Die Sorten Tantaus Triumph (1945) und Fanal (1946) trugen neben der weißen Kletter-Rose Direktor Benschop zur wirtschaftlichen Erholung nach Kriegsende bei.
Nach Ende des Zweiten Weltkriegs 1945 wurde wieder mit der Rosenzucht begonnen und die ersten 45.000 Rosen gezüchtet. In nur drei Jahren stieg die Produktion auf über 200.000 Stück. Im gleichen Jahr übertrug er den Betrieb an seinen Sohn Mathias Tantau jun. (1912–2006) und setzte sich zur Ruhe. Dieser änderte die Züchtungsstrategie und baute den Rosenzuchtbetrieb weiter aus. Der erste große Erfolg nach der Umstellung war die Konrad-Adenauer-Rose, die 1954 vorgestellt wurde. Es folgten weitere Sorten, wie Duftwolke und Montana. Bis 1964 wuchs der Betrieb auf ca. 70 Mitarbeiter an, die jährlich 3 Millionen Rosen produzierten. Für seine Verdienste um die Rose wurde Mathias Tantau jun. mit der Georg-Arends-Gedächtnismedaille ausgezeichnet.
1985 entschloss er sich, den Familienbetrieb an seinen langjährigen Angestellten Hans Jürgen Evers (1940–2007) zu verkaufen. Hans Jürgen Evers war schon viele Jahre im Verkauf tätig und hatte schon mit Mathias Tantau jun. einige Rosen gezüchtet. Unter seiner Führung erschienen Sorten wie Abigaile, Augusta Luise und Friesensonne. Gleichzeitig änderte er das Züchtungsprogramm und baute den Rosenzuchtbetrieb weiter aus. Es entstanden zahlreiche neue Gebäude und die Anbaufläche stieg auf etwa 50 Hektar, die im gesamten Kreis Pinneberg zu finden sind. Im Jahr 1995 erntete das Unternehmen viel Lob und Anerkennung, als am 8. September auf der Bundesgartenschau 1995 in Cottbus der damalige Bundeskanzler Helmut Kohl die neuste Kreation auf seinen Namen taufte. Im April des folgenden Jahres pflanzte er dann eigenhändig die selbstgetaufte Rose im Garten des damaligen Bundeskanzleramtes in Bonn. Seit 2007 führt Hans Jürgen Evers’ Sohn Christian Evers das Unternehmen.
Heutzutage verkauft das Unternehmen etwa 2,5 Millionen Rosenpflanzen weltweit und etwa die gleiche Anzahl per Lizenz. Das Unternehmen hat rund 100 Angestellte und beschäftigt in der Hauptsaison noch zusätzliche Saisonkräfte.
Rosen Tantau gehört heutzutage zu den bedeutendsten Rosenzuchtbetrieben der Welt. Mehr als 60 Prozent der in Südamerika angebauten Rosen stammen von Rosen Tantau.
Die Sorte Bloody Mary bricht nach ihrer Umbenennung in Freedom im Jahr 2002 weltweit jährlich alle Verkaufsrekorde. Freedom ist die meistverkaufte rote Rose der Welt.

## Auszeichnungen
Neben zahlreichen hochdotierten Auszeichnungen wurde eine besondere Züchtung des Unternehmens im Jahr 1981 mit dem Titel der Weltrose geehrt.

## Rosenzüchtungen des Unternehmens Tantau (Kleine Auswahl)
Die Liste führt nur einige der ersten Züchtungen des Unternehmens unter Hans Jürgen Evers auf. Die Rosenzüchtungen von Mathias Tantau und Mathias Tantau jun. sind in den dazugehörigen Artikeln zu finden.
| Sorte                        | Jahr | Anmerkung                                                                    | Foto |
| ---------------------------- | ---- | ---------------------------------------------------------------------------- | ---- |
| Ilseta                       | 1985 |                                                                              |      |
| Monica                       | 1985 |                                                                              |      |
| Santana                      | 1985 |                                                                              |      |
| Diadem                       | 1986 |                                                                              |      |
| Bernstein Rose               | 1987 |                                                                              |      |
| Schneewalzer                 | 1987 |                                                                              |      |
| Barkarole                    | 1988 |                                                                              |      |
| Majolika                     | 1988 |                                                                              |      |
| Osiana                       | 1988 |                                                                              |      |
| Noblesse                     | 1989 |                                                                              |      |
| Mirato                       | 1990 | „ADR-Rose“ 1993, „Rose of the Year“ und TGC 1992 England, „Top Rose“ Holland |      |
| Softy I                      | 1990 |                                                                              |      |
| Skyline                      | 1991 |                                                                              |      |
| Pierette                     | 1992 | „ADR-Rose“ 1992                                                              |      |
| Satina                       | 1992 | „ADR-Rose“ 2004                                                              |      |
| Schneekönigin                | 1992 | „ADR-Rose“ 1995                                                              |      |
| Softy II                     | 1992 |                                                                              |      |
| Foxi                         | 1993 | „ADR-Rose“ 1993                                                              |      |
| Sonnenschirm                 | 1993 | „President Trophy“ England                                                   |      |
| Goldjuwel                    | 1993 |                                                                              |      |
| Konfetti                     | 1994 |                                                                              |      |
| Raphaela                     | 1994 |                                                                              |      |
| Tea Time                     | 1994 | „Rosenkönigen“ Mainau 1997–2002 und 2004                                     |      |
| Black Magic                  | 1995 | „Goldene Rose“ Baden-Baden 2000 Erfolgreichste Rosensorte aller Zeiten       |      |
| Nostalgie                    | 1995 | „Top Rose“ Den Haag und Goldauszeichnung Glasgow 2002                        |      |
| Helmut-Kohl-Rose             | 1995 | Eigenhändig ausgesucht und persönlich getauft von Helmut Kohl                |      |
| Aspirin-Rose                 | 1997 | „ADR-Rose“ 1995                                                              |      |
| Austriana                    | 1997 | Goldmedaille Den Haag 1997                                                   |      |
| Goldelse                     | 1997 | Goldmedaille Baden-Baden 1997                                                |      |
| Augusta Luise                | 1999 |                                                                              |      |
| Bernd-Weigel-Rose            | 1999 | Goldmedaille Genf und Baden (Niederösterreich) 1999                          |      |
| Milva                        | 1999 |                                                                              |      |
| Vendela                      | 1999 |                                                                              |      |
| Astrid Gräfin von Hardenberg | 2001 | Goldmedaille und Beste Duftrose Concorso International in Rom 2002           |      |
| Candle Light                 | 2001 | Goldmedaille und „Goldene Rose“ Baden-Baden 2002                             |      |
| Kessy                        | 2003 |                                                                              |      |
| Mariatheresia                | 2003 |                                                                              |      |
| Sweet Haze                   | 2003 |                                                                              |      |
| Pastella                     | 2004 | „Goldene Rose“ Baden-Baden 2003                                              |      |
| Chippendale                  | 2005 |                                                                              |      |
| Heidi-Klum-Rose              | 2005 | Eigenhändig ausgesucht und persönlich getauft von Heidi Klum                 |      |
| Uetersener Klosterrose       | 2006 |                                                                              |      |
| Rosita                       | 2007 | Neuheiten Goldmedaille Den Haag und Genf 2006                                |      |
| Stadt Rom                    | 2007 | ADR 2007: „Beste Sorte im Jahrgang“, 1. Preis Paris: „Beste Neuheit“ 2007    |      |
| Leandra                      | 2008 | Goldmedaille Paris 2008                                                      |      |
| Midsummer                    | 2008 | „Goldene Rose“ Baden-Baden 2008                                              |      |
| Sirius (Rose)                | 2013 | ADR-Rose 2013, zahlreiche internationale Auszeichnungen                      |      |